# Monedas de euro de Mónaco
El euro (EUR o €) es la moneda oficial de las instituciones de la Unión Europea desde 1999, cuando sustituyó al ECU, de los Estados que pertenecen a la eurozona y de los micro-Estados europeos con quienes la Unión tiene acuerdos al respecto. También es utilizado de facto en Montenegro y Kosovo. Las monedas de euro están diseñadas de tal manera que en su anverso muestran un diseño específico del Estado emisor mientras que en su reverso muestran un diseño común.
Si bien Mónaco no pertenece a la eurozona, usa el euro y acuña sus propias monedas desde su creación en virtud de un acuerdo firmado con Francia a título de la Unión Europea. Este acuerdo fue renegociado con la Unión Europea y entró en vigor el 1 de diciembre de 2011.
Mónaco acuñó monedas con fecha 2001 a pesar de que estas entraron a circular en 2002. No fue el único caso en el que se acuñaron monedas de euro con fechas anteriores a 2002 ya que Bélgica, España, Finlandia, Francia y Países Bajos acuñaron monedas con fecha 1999, 2000 y 2001.

## Diseño regular
Las monedas de euro monegascas tienen como elementos comunes las 12 estrellas de la Unión Europea, el año de acuñación así como el nombre del país.
| Motivos de las monedas de 1, 2 y 5 cts                                                             |
| \| \| \| Escudo de Mónaco representación heráldica que da motivo a las monedas de 1, 2 y 5 cts. \| |
| |
| Escudo de Mónaco representación heráldica que da motivo a las monedas de 1, 2 y 5 cts.             |

| Motivos de las monedas de 10, 20 y 50 cts                                                                               |
| \| \| \| Monograma de Alberto II representación heráldica que da motivo a las monedas de 10, 20 y 50 cts desde 2006. \| |
| |
| Monograma de Alberto II representación heráldica que da motivo a las monedas de 10, 20 y 50 cts desde 2006.             |

| Motivos de las monedas de 1 y 2 euro                                                                             |
| \| \| \| Raniero III de Mónaco representación heráldica que da motivo a las monedas de 1 y 2 euro hasta 2005. \| |
| |
| Raniero III de Mónaco representación heráldica que da motivo a las monedas de 1 y 2 euro hasta 2005.             |

| Motivos de las monedas de 1 y 2 euro                                                                            |
| \| \| \| Alberto II de Mónaco representación heráldica que da motivo a las monedas de 1 y 2 euro desde 2006. \| |
| |
| Alberto II de Mónaco representación heráldica que da motivo a las monedas de 1 y 2 euro desde 2006.             |

### Primera serie (2001-2005)
| 0,01 €                                 | 0,02 €                 | 0,05 €      |
| -------------------------------------- | ---------------------- | ----------- |
|                                        |                        |             |
| El escudo de armas de los Grimaldi     |                        |             |
| 0,10 €                                 | 0,20 €                 | 0,50 €      |
|                                        |                        |             |
| El sello real de los Grimaldi          |                        |             |
| 1,00 €                                 | 2,00 €                 | 2 € (canto) |
|                                        |                        |             |
| Efigie de Rainiero III y de Alberto II | Efigie de Rainiero III |             |

### Segunda serie (2006-)
Con el ascenso al trono del príncipe Alberto II, fueron emitidas nuevas monedas en diciembre de 2006.
| 0,01 €                               | 0,02 € | 0,05 €      |
| ------------------------------------ | ------ | ----------- |
|                                      |        |             |
| El escudo de armas de los Grimaldi   |        |             |
| 0,10 €                               | 0,20 € | 0,50 €      |
|                                      |        |             |
| El monograma del príncipe Alberto II |        |             |
| 1,00 €                               | 2,00 € | 2 € (canto) |
|                                      |        |             |
| Efigie de Alberto II                 |        |             |

## Cantidad de piezas acuñadas
Las monedas de euro de Mónaco son acuñadas por Francia.
|      | €0.01 | €0.02 | €0.05 | €0.10 | €0.20 | €0.50 | €1.00 | €2.00 |
| ---- | ----- | ----- | ----- | ----- | ----- | ----- | ----- | ----- |
| 2001 |       |       |       |       |       |       |       |       |
| 2002 |       |       |       |       |       |       |       |       |
| 2003 |       |       |       |       |       |       |       |       |
| 2004 |       |       |       |       |       |       |       |       |
| 2005 |       |       |       |       |       |       |       |       |
| 2006 |       |       |       |       |       |       |       |       |
| 2007 |       |       |       |       |       |       |       |       |
| 2008 |       |       |       |       |       |       |       |       |
| 2009 |       |       |       |       |       |       |       |       |
| 2010 |       |       |       |       |       |       |       |       |
| 2011 |       |       |       |       |       |       |       |       |
| 2012 |       |       |       |       |       |       |       |       |
| 2013 |       |       |       |       |       |       |       |       |
| 2014 |       |       |       |       |       |       |       |       |
| 2015 |       |       |       |       |       |       |       |       |

## Monedas conmemorativas en euro de Mónaco
Para más información, véase monedas conmemorativas de 2 euros.
| Año  | Motivo | Emisión | Imagen |
| ---- | --- | ------- | ------ |
| 2007 | 25° Aniversario de la muerte de la Princesa Gracia La parte interna de la moneda representa la efigie de la princesa Grace de Mónaco, de perfil, mirando hacia la izquierda. La leyenda MONACO (“MÓNACO”), junto con la marca de ceca, el año 2007 y la marca del director de ceca, está inscrita en arco en la parte inferior derecha. El nombre del grabador (R. B. Baron) está inscrito bajo la cabellera de la princesa. El anillo exterior de la moneda representa las doce estrellas de la Unión. |         |        |
| 2011 | Boda del Príncipe Alberto y Charlene |         |        |
| 2012 | Quinto centenario de la soberanía de Mónaco |         |        |
| 2013 | 20 Aniversario de la adhesión de Mónaco a la ONU |         |        |
| 2015 | 800 Años de la Fortaleza de Mónaco |         |        |
| 2016 | 150.º aniversario de la fundación de Montecarlo por Carlos III de Mónaco |         |        |
| 2017 | 200 Años de la Compañía de Carabineros del Príncipe |         |        |
| 2018 | 250º Aniversario del nacimiento de François Joseph Bosio |         |        |
| 2019 | 200.º aniversario de la muerte del príncipe Honorato V de Mónaco |         |        |
| 2020 | 300º aniversario del nacimiento del prínicipe Honorato III de Mónaco |         |        |
| 2021 | X aniversario de la boda del Príncipe Alberto II y la Princesa Charlene |         |        |
| 2022 | Centenario de la muerte del Príncipe Alberto I de Mónaco |         |        |